# Petteri Forsell
Jani Petteri Forsell (født 16. oktober 1990 i Kokkola) er en finsk fodboldspiller, der spiller for FC Inter Turku. Han debuterede på det finske landshold i 2013 og har spillet 10 kampe og scoret et mål.